# Tòa Đô đốc Hải quân (cũ)
Bài này nói về một tòa nhà ở Singapore được biết đến với tên gọi Tòa Đô đốc Hải quân (Admiralty House) trong giai đoạn 1958 tới 2002. Vui lòng xem trang Nhà Đô đốc Hải quân để xem danh sách bài viết về các tòa nhà cùng tên. Cũng đừng nên nhầm lẫn với Đô đốc Hải quân (cũ) cũng là một tòa nhà trong khu phức hợp Đô đốc Hải quân ở Luân Đôn, Anh quốc.
Tòa Đô đốc Hải quân (cũ) (tiếng Anh: Old Admiralty House tiếng Trung: 旧海军部屋; Hán-Việt: Cựu Hải quân bộ ốc; bính âm: Jiù Hǎijūnbù Wū) là một tòa nhà lịch sử nằm ở đường Old Nelson trong khu quy hoạch Sembawang thuộc Vùng Bắc nước Singapore. Tòa nhà hiện nay được dùng làm nhà điều hành của Trường Quốc tế Phụ Nhân (tiếng Anh: Furen International School, tiếng Trung: 辅仁国际学校; Hán-Việt: Phụ Nhân Quốc tế Học hiệu), một trường nội trú cho học sinh dự bị cho kỳ thi Cấp độ A (A-Level) hoặc Cấp độ O (O-Level).

## Lịch sử
Tòa Đô đốc Hải quân (cũ) được xây dựng vào năm 1939, và được Quân đội Anh sử dụng để bàn kế hoạch tác chiến suốt thời Thế chiến thứ hai. Tòa nhà sau đó được đổi tên thành Dinh Canberra, trở thành tư dinh của Đô đốc Hải quân vùng Mã Lai thuộc Anh.
Sau khi Đế quốc Nhật Bản đầu hàng năm 1945, tòa nhà một lần nữa được đổi tên thành Dinh Nelson, dành làm nơi cư ngụ của Phó đề đốc quản lý Xưởng tàu Hải quân Hoàng Gia, người mà sau này đã ra lệnh cho 200 tù nhân chiến tranh Nhật Bản xây dựng bể bơi đầu tiên dành cho giới tướng lãnh Singapore.
Năm 1958, Dinh Nelson lại đổi tên thành Tòa Đô đốc Hải quân, trở thành nơi ở của Tổng tư lệnh Bộ tư lệnh Viễn Đông thuộc Hải quân Hoàng gia Anh. Năm 1971, tòa nhà đổi tên một lần nữa thành Tòa nhà ANZUK.
Sau khi Quân đội Anh rút khỏi Singapore năm 1975, Xưởng tàu Sembawang nhận lãnh tòa nhà và biến nơi đây thành một câu lạc bộ giải trí. Năm 1991, tòa nhà được tân trang và trở thành Yishun Country Club. Karimun Admiralty Country Club sau đó thuê lại tòa nhà vào năm 2001.
Năm 2002, tòa nhà được biết đến với tên gọi Tòa Đô đốc Hải quân (cũ), được công nhận là Di tích quốc gia của Singapore vào ngày 02 tháng 12 cùng năm.
Năm 2007, Cục Quản lý đất đai Singapore (Singapore Land Authority) công bố hồ sơ mời thầu cho Tòa Đô đốc Hải quân (cũ) — lần đầu tiên kể từ khi nó được công nhận là di tích quốc gia — sau khi Karimun Admiralty Country Club kết thúc hợp đồng thuê mướn. Lần này, YESS Group Pte Ltd thắng thầu, nơi đây trở thành Admiralty Country Club. Tuy vậy, hoạt động kinh doanh thua lỗ khiến tòa nhà một lần nữa bàn giao trở lại cho Cục Quản lý đất đai Singapore vào năm 2010.
Ngày 22 tháng 03 năm 2011, Trường Quốc tế Phụ Nhân (FIS), một trường nội trú dành cho học sinh muốn học dự bị để tham dự kỳ thi cấp độ 'A' và 'O', nhận quyết định tiếp quản cơ sở vật chất tòa nhà. Tòa nhà trở thành nhà điều hành, quản lý hoạt động của các tòa nhà giảng dạy và ký túc xá gần đó.
Để khôi phục lại nét đẹp ban đầu của tòa nhà cổ, FIS đã làm việc sát sao với Ban bảo tồn di tích; mọi chi phí đều do nhà trường đài thọ mà không nhận bất kỳ trợ cấp nào từ phía chính phủ.

## Kiến trúc
Tòa Đô đốc Hải quân được kiến trúc sư người Anh Sir Edwin Lutyens, người có công xây dựng đài tưởng niệm mộ gió ở Luân Đôn và khi đó cũng đang lên kế hoạch thành lập thủ đô mới New Delhi thay thế cho Calcutta.
Tòa nhà hai tầng cho quan thực dân được thiết kế theo trường phái kiến trúc Nghệ thuật và Thủ công thịnh hành trong thế kỷ XIX.
Căn nhà kết hợp giữa truyền thống biệt thự cỡ nhỏ nước Anh, với vị trí đặt trong một khu vườn mở, cây cối rậm rạp và có nội thất hấp dẫn. Với thiết kế bất đối xứng, khách viếng thăm bắt buộc phải đổi hướng nhiều lần để tìm được phòng chính.
Tòa nhà nằm trên khu đất có diện tích 5,6 hectare, bao gồm sáu khối nhà ký túc xá, sáu nhà dạy học, phòng khiêu vũ, hồ bơi, sân quần vợt, sân bóng rổ, khu nhà giặt ủi và hầm tránh bom.